# Église Saint-Gervais-et-Saint-Protais de Sassy
L'église Saint-Gervais-et-Saint-Protais est une église catholique située à Sassy, en France.

## Localisation
L'église est située dans le département français du Calvados, au centre du bourg de Sassy.

## Architecture
L'édifice est inscrit au titre des monuments historiques depuis le 19 septembre 1928.